# Амбістома струмкова
Амбістома струмкова (Ambystoma ordinarium) — вид земноводних з роду амбістома родини амбістомові.

## Опис
Завдовжки сягає 7—8,6 см. Голова доволі звужена й витягнута. Очі маленькі, проте трохи опуклі. Має 16—24 гострих й дрібних зубів. У деяких особин зберігаються ознаки неотенії — у вигляді пари довгих зябер з кожного боку. Тулуб масивний. Лапи короткі, але сильні, з довгими пальцями. Забарвлення коливається від світло-коричневого до чорного кольору. Може зберігатися неотенічні ознаки забарвлення — світло-сріблясто-жовті цятки від пахвової западини до паху.

## Спосіб життя
Полюбляє струмки, гірські місцини. Зустрічається на висоті до 2200 м над рівнем моря. Веде денний спосіб життя. Живиться комахами і їх личинками, земляними хробаками, молюсками і нематодами.
Розмножується впродовж усього року. У кладці зазвичай близько 109 яєць, які самка прикріплює до різної водної рослинності. Личинка народжується з добре розвиненими плавниками.

## Розмноження
Поширена у північно-східній частині мексиканського штату Мічоакан, переважно у струмку Пуерто-Хондо (Мексика).